# Himalopsyche placida
Himalopsyche placida är en nattsländeart som beskrevs av Banks 1947. Himalopsyche placida ingår i släktet Himalopsyche och familjen rovnattsländor. Inga underarter finns listade i Catalogue of Life.